# 関綾二郎
関 綾二郎(せき あやじろう、1911年（明治44年）2月4日 - 2016年（平成28年）5月29日。本名の正しい読み方は、せき りょうじろう）は、東京都小金井市の市長を1967年から1971年まで務めた。当時のローカル新聞は「関綾二郎助役は旧家の生れであり柔和で清廉の紳士である」と同時に「強固な意志の持ち主である」と綴っている。日本の歴代市長の中では当時は最も長生きし、2016年に105歳で亡くなった。

## 生涯
1911年に小金井にゆかり深い旧家に生まれた。小金井市助役（現在でいう副市長）を務めた後に1967年に小金井市第2代目の市長に就任。「愛情ある、市民と直結した市政」を目指し、「新しい町づくり、みんなの市政に愛情を」と呼びかけた。
政策としては、「健康で住み良い文化都市」を目標とし、（１）社会福祉の充実、（２）公聴を主として住民の声を聞く、（３）市立保育所の設置、（４）交通安全・通学路の確保・交通事故の共済制度実現、（５）下水道の早期建設、（６）商店の協同化ご勤労青年の家の建設、（７）義務教育の私費負担の軽減、（８）市内の緑を確保するなど、市民と直結する政策を打ち出した　。
任期中は、ベッドタウンとして小金井市の人口が激増していただけに、社会福祉に重点を置きながら、新しい町づくりに挑んだ。ことに下水道事業は巨額な投資を必要とする大事業であったが、近隣市より一歩先駆けて着手し、住民の要求に応えてきたことが特筆されている。
さらに、婦人会館と福祉会館を開館し、老人年金を増額し、児童手当を支給し、都下に先駆けて尿汲み取り手数料の無料化に踏み切るなど、きめ細やかな市政を推進し、当時の市民生活の向上に寄与した。
また、子供の教育については、待望されていた小金井初の保育園であるくりのみ保育園と、わかたけ保育園と東児童会館を開園し、サラリーマン世帯が激増した小金井市の暮らしやすさに貢献。学校教育施設においては、緑小学校を開校し、第一・二小学校の防音校舎の改築を手掛け、第二中学校の防音校舎の建築を終え、緑中学校の新築を開始し、子供の育つ環境と教育の充実に努めた。難しい議会構成の中にあっても努力を重ねて、公約の実現に市長として数多くの実績を残した。
なお、鈴木誠一前市長のもとで助役を務めていた頃から手掛けていた福祉事業に関しても、小金井市の社会福祉協議会が東京都では二、三番目に位置する成績を上げていたことも特筆にあたる。
小金井市役所以前は、東京都庁でも社会福祉問題に長年に渡り携わった。西多摩地方の事務所の厚生課長や福祉課長を歴任。更に、練馬や中野区などでの福祉課長を経ており、小金井市政の上でも、社会福祉問題には一卓見を持っていると評価されていた。
先祖には1500年代に武蔵国下小金井（現在の小金井神社を含む中町や野川の周辺）の開墾に勤めた賀茂下出雲入道や1700年代前半にかけて関野新田（現在の小金井公園を含む関野町の辺り）を開拓した関勘左衛門（名主：なぬし）がおり、村人・町人・市民と共に小金井の歴史を代々編み上げてきた。
江戸時代の代官、川崎平右衛門の義理の弟であった関勘左衛門は、川崎平右衛門や地域の仲間達と共に1730年代に五日市街道沿いに数千本の桜並木を植えた。その見事な景観は数多くの村人たちに親しまれ、その後も代々大切に育まれ昭和の中期頃まで立派な花を咲かせていた。大正13年には「小金井桜」は国の名勝に指定され、当時は一大観光スポットとして毎春大いににぎわった。